# 467P/LINEAR-Grauer
467P/LINEAR-Grauer, nota anche con le denominazioni provvisorie asteroidali 2010 TO20 e 2023 H6 è una cometa periodica dall'orbita molto inconsueta. È stata scoperta il 19 ottobre 2011 ma già nella circolare con cui ne è stata annunciata la scoperta c'erano osservazioni di prescoperta risalenti addirittura ad oltre un anno prima. Sempre nella stessa circolare veniva riportato che la cometa era passata il 2 novembre 2009 a poco più di 10 milioni di km dal pianeta Giove, evento che ha modificato l'orbita che seguiva precedentemente: la cometa, se scoperta precedentemente a tale modifica orbitale, avrebbe ricevuto la classificazione di centauro.
La cometa è stata un satellite temporaneo di Giove per vari anni, l'attuale orbita, molto simile a quella della cometa 39P/Oterma la pone nel gruppo di comete appartenenti alla famiglia di comete quasi-Hilda.